# Cap-Haïtien
Cap-Haïtien, in creolo haitiano Kap Ayisyen, è un comune di Haiti, capoluogo dell'arrondissement omonimo e del dipartimento del Nord; è la seconda città più popolosa e il secondo porto dello stato.
Per la sua importanza è collegata con la capitale Port-au-Prince dalla Route National 1, è dotata pure di un piccolo aeroporto. Posta sull'Oceano Atlantico, Cap Haïtien si presenta come una tipica città caraibica, con un centro storico abbastanza preservato, dove spicca la Cattedrale. Il turismo è una voce importante dell'economia cittadina: per le sue spiagge (specialmente quella di Labadee) e per i suoi monumenti viene visitata da molti turisti stranieri.

## Origini del nome
Fondata dai francesi col nome di Cap Français, per la sua posizione strategica divenne un importante centro commerciale. Quando Henri Christophe se ne impossessò, mutò il suo nome in Cap Henri.

## Storia
Ad est dell'attuale città il giorno di Natale del 1492 Cristoforo Colombo vi fondò il fortino di La Navidad e vi lasciò i superstiti della Santa María, naufragata al largo delle coste di Hispaniola. Al ritorno di Colombo i 39 marinai a presidio dell'insediamento erano già stati tutti uccisi dai nativi taino o dalle malattie tropicali.
Nel 1670 un gruppo di filibustieri francesi guidati da Pierre Lelong fondò la città di Cap-Français. Venne attaccata dagli inglesi nel 1695 in risposta all'invasione francese della Giamaica avvenuta l'anno precedente. Fu progettata secondo una pianta a scacchiera e vi furono costruiti edifici in pietra. Fu capitale di Saint-Domingue dal 1711 al 1770, quando la sede delle autorità francesi venne trasferita a Port-au-Prince. Affermatosi come principale porto della colonia, poté fiorire grazie ai commerci e ai traffici intessuti dalla borghesia locale con gli altri porti della regione e con le piantagioni dell'interno. Nella seconda metà degli anni ottanta del XVIII secolo, ormai in piena età dei lumi, con circa 18.000 abitanti, era diventata la principale città di Saint-Domingue. Accanto alle tradizionali istituzioni coloniali ospitava caserme, due ospedali, librerie e persino un teatro.
Tra il 21 ed il 23 giugno 1793 fu saccheggiata durante gli scontri tra le truppe repubblicane e le truppe del generale Galbaud. Nell'enorme incendio che ne seguì morirono circa tremila persone. Con l'avvicinarsi delle truppe francesi alle coste di Saint-Domingue il leader nero Henri Christophe fece incendiare la città secondo la tattica della terra bruciata.
Il 7 maggio 1842 Cap-Haïtien fu devastata da un violento terremoto.

## Società

### Religione
La città è sede dell'arcidiocesi di Cap-Haïtien, istituita nel 1861 da papa Pio IX.

## Infrastrutture e trasporti

### Aeroporti
L'aeroporto Internazionale di Cap-Haïtien è il secondo scalo aeroportuale di Haiti.

## Sport

### Calcio
La città è rappresentata nel massimo campionato di calcio haitiano dal Football Inter Club Association vincitore di sei edizioni dello stesso.